# Architecture nazie

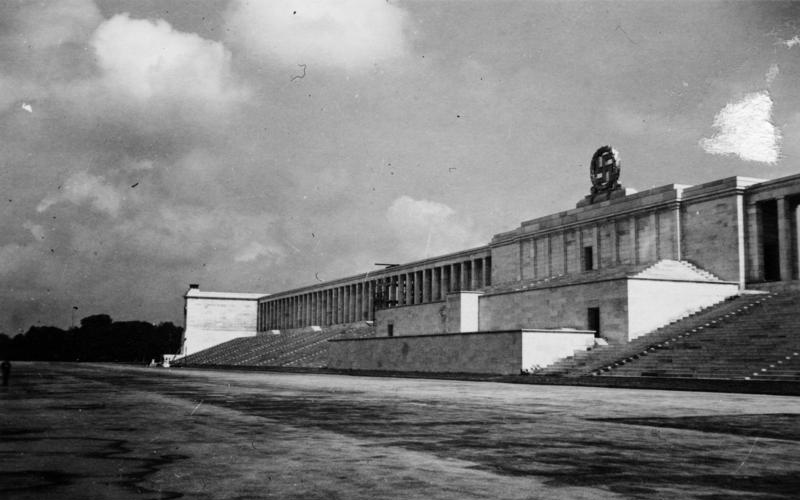
La tribune du Zeppelinfeld à Nuremberg, où se tenait le congrès annuel du NSDAP.

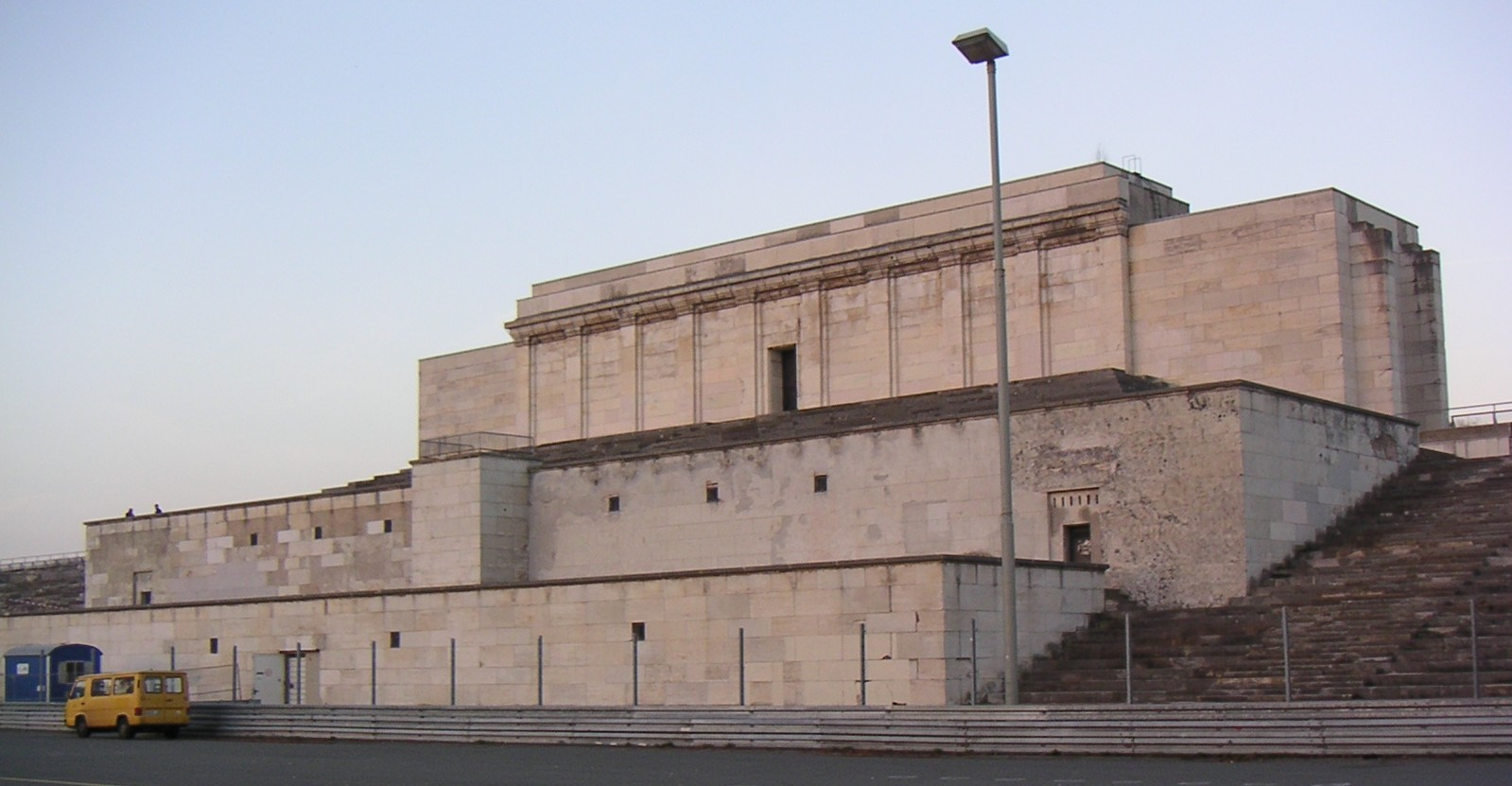
Vestiges de la tribune principale du Zeppelinfeld à Nuremberg.

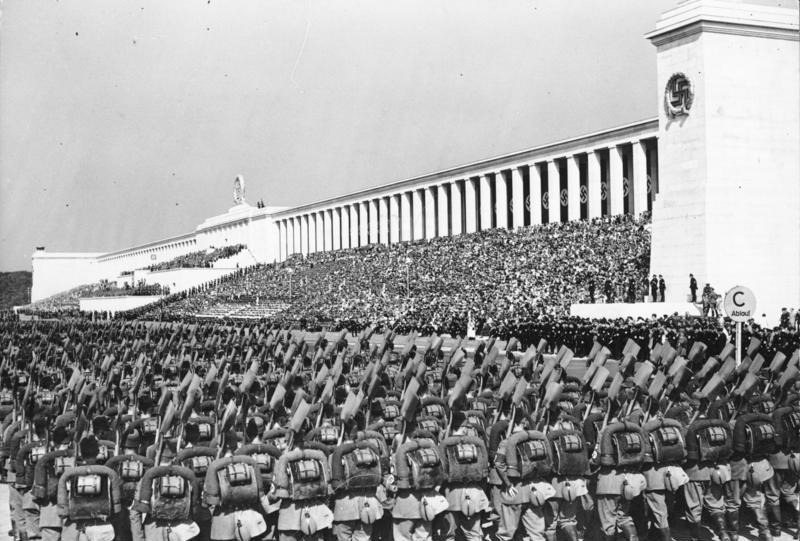
Zeppelinwiese en 1937.

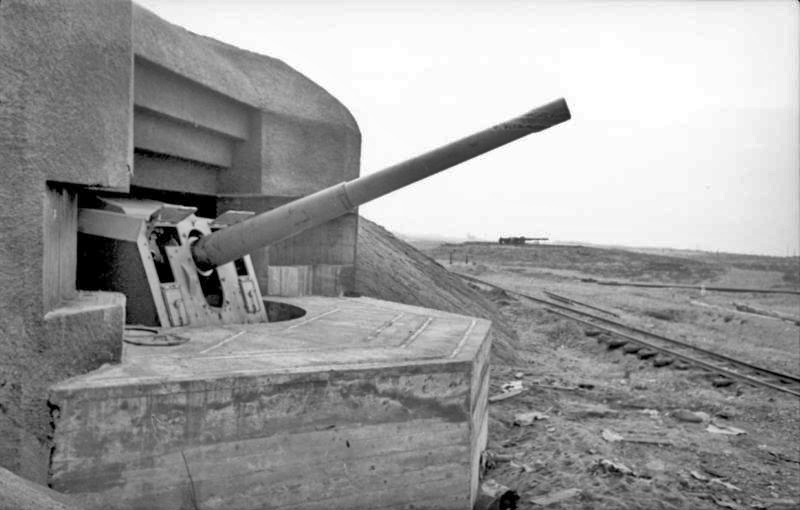
L'architecture militaire du Mur de l'Atlantique, en 1944.

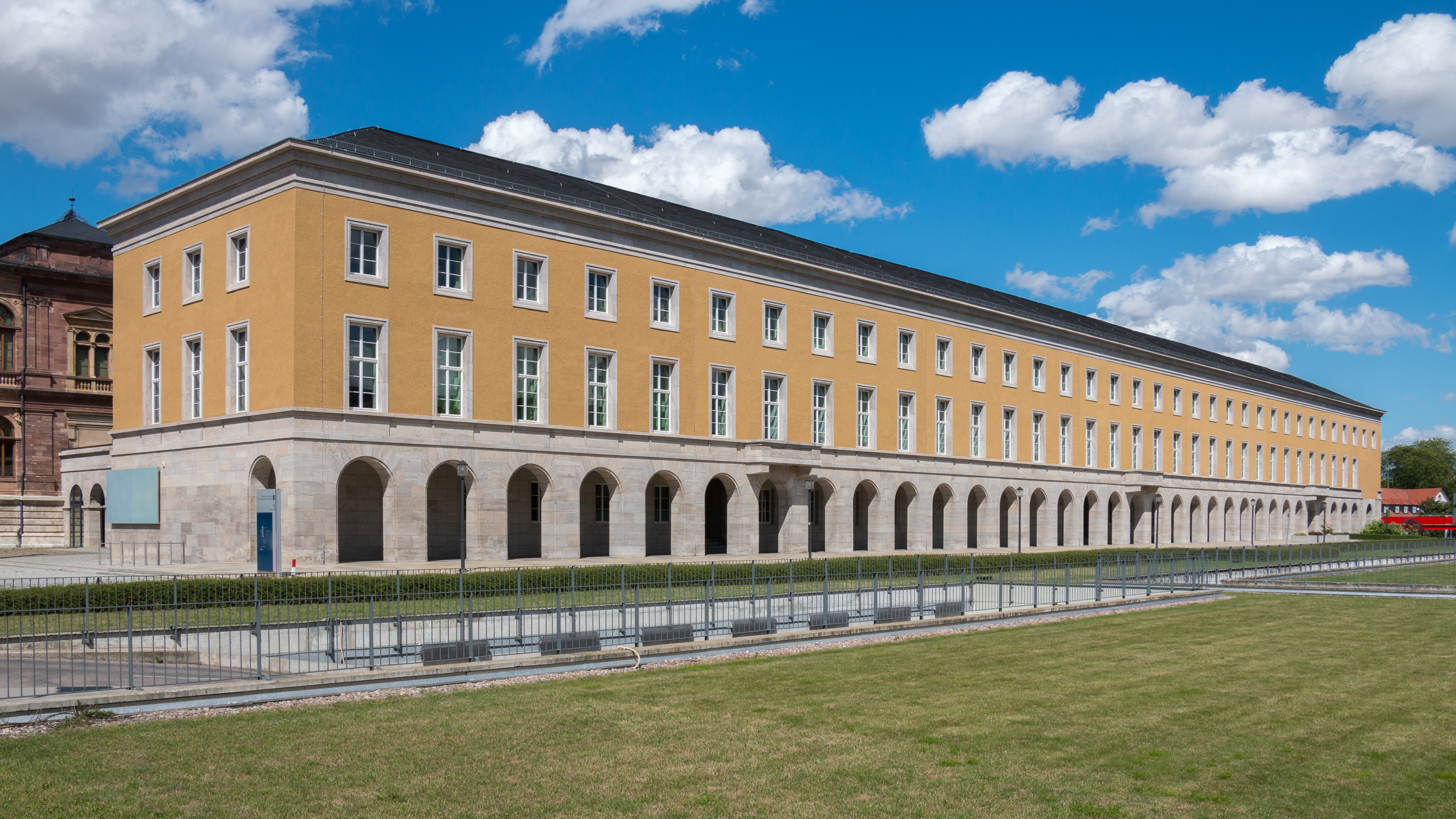
Le.

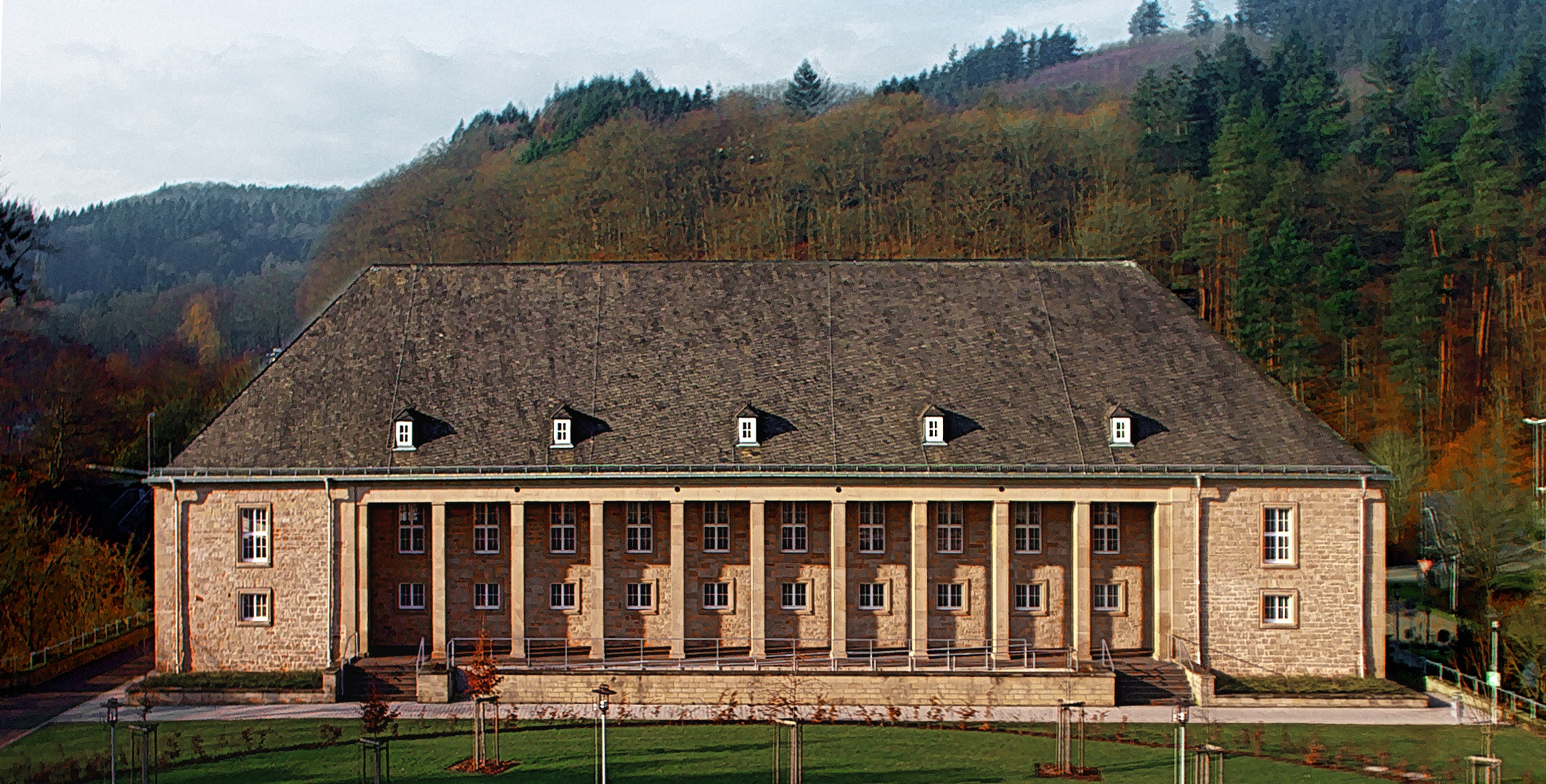
Salle de sport de l'ancien institut de formation des enseignants de Trèves.

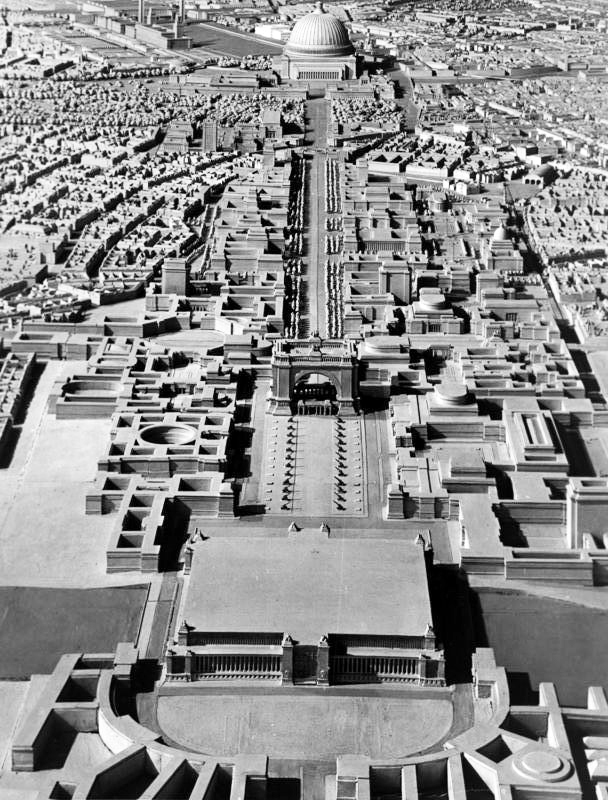
Modèle pour la « transformation de la capitale impériale Berlin en Germania », en 1939.

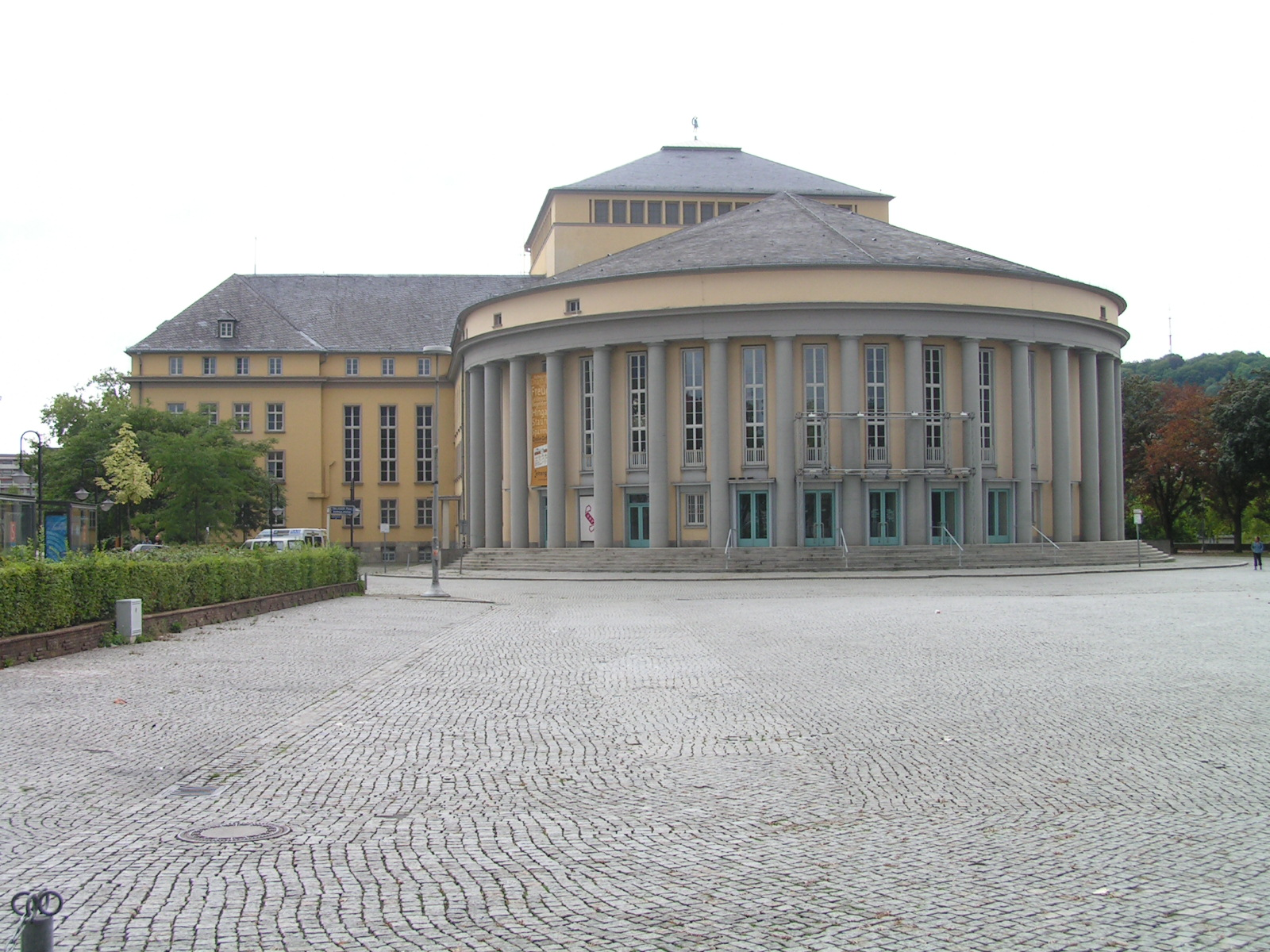
Théâtre national de Sarrebruck, construit de 1935 à 1938 sous le nom de « Gautheater Saar-Pfalz ».

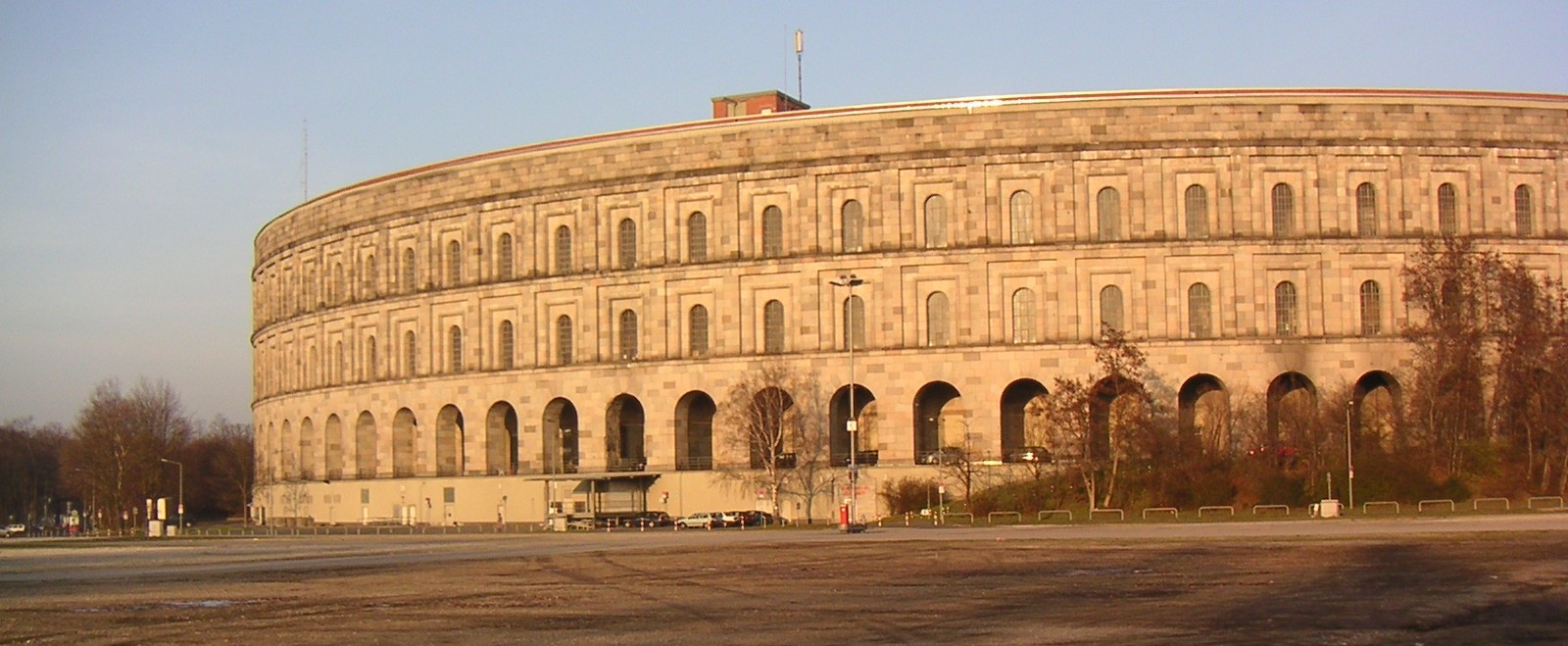
Bâtiment du parti du Reich à Nuremberg - salle des congrès.

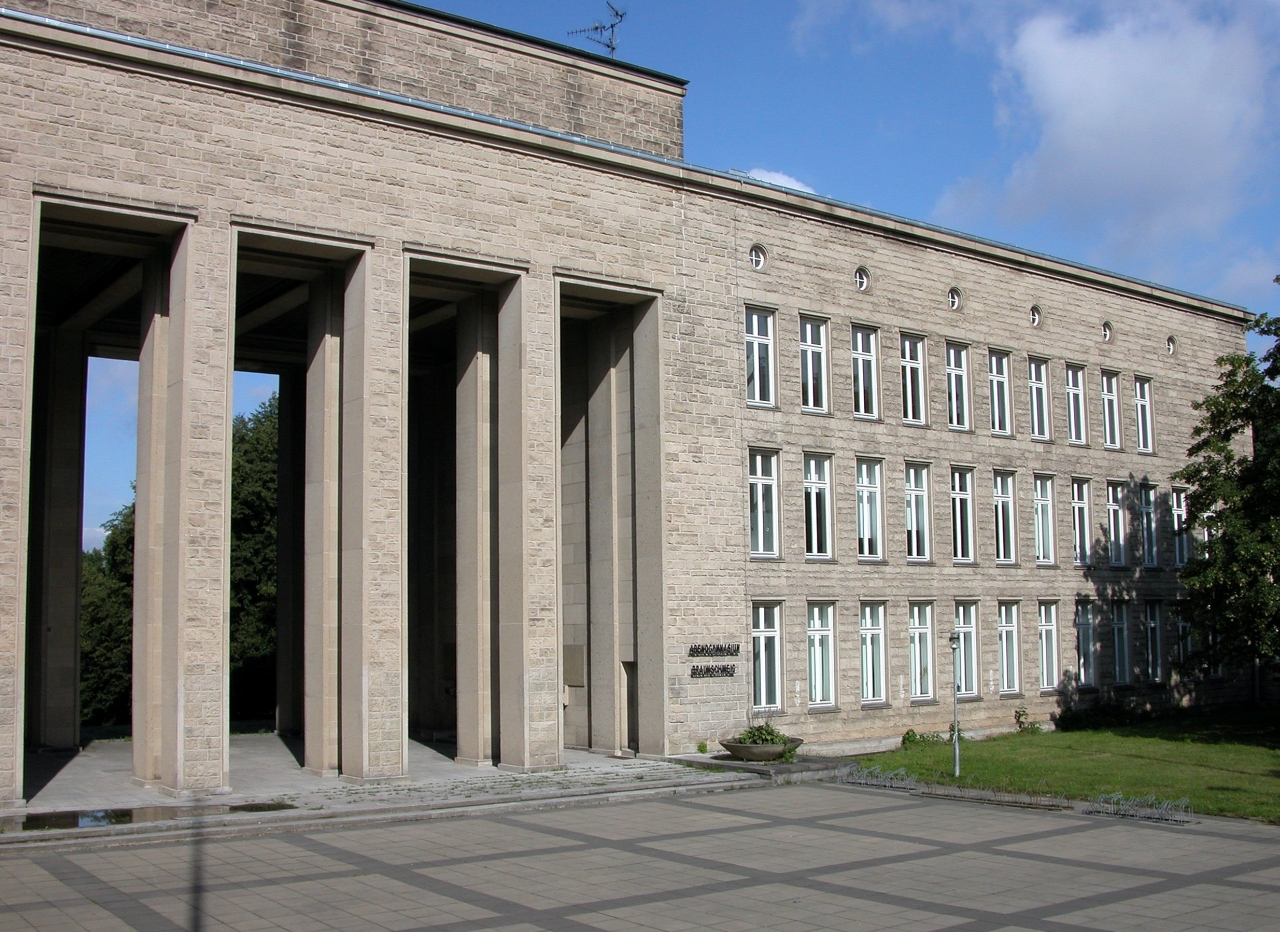
Akademie für Jugendführung à Brunswick.

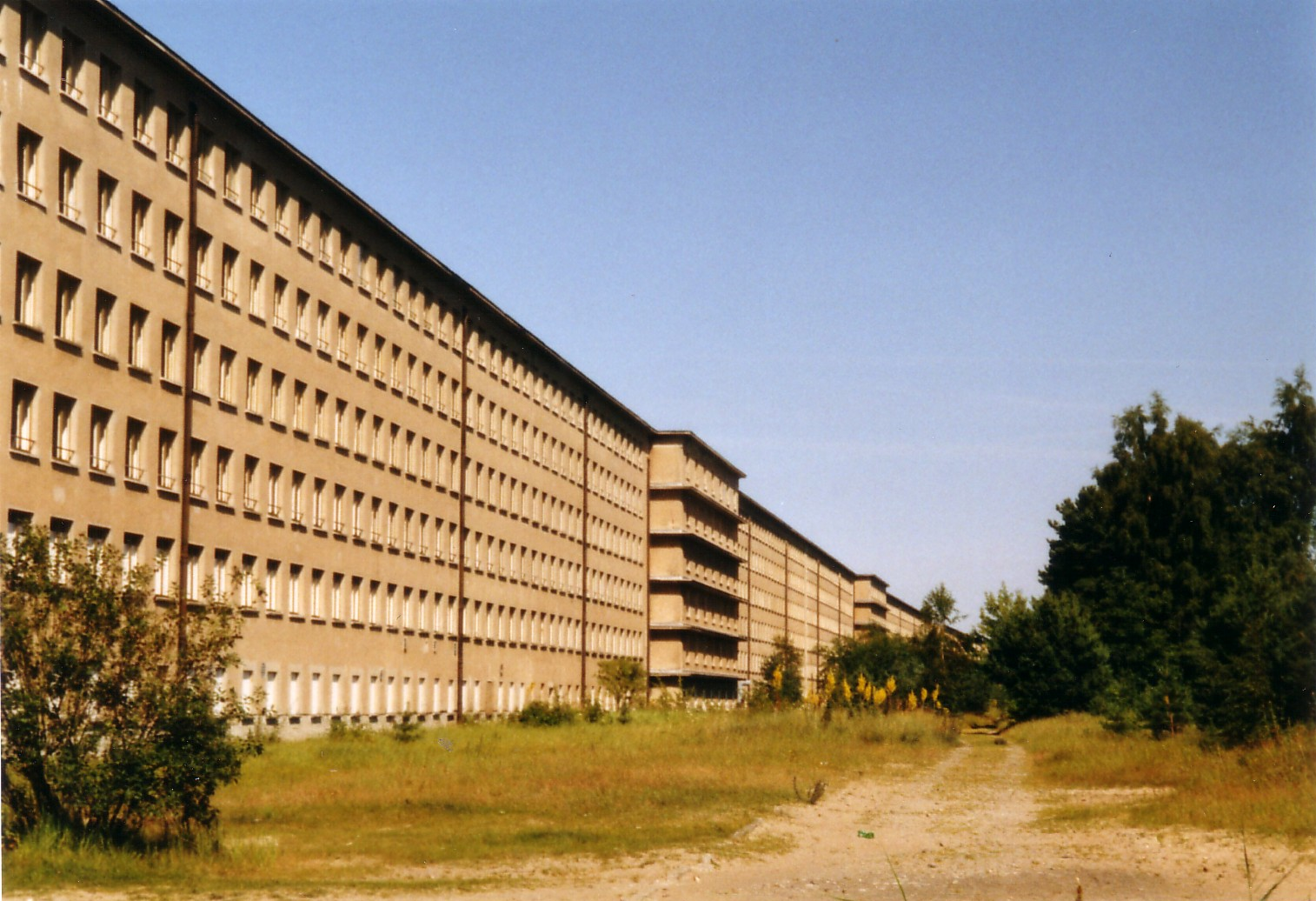
KdF « Colossus » de Prora.

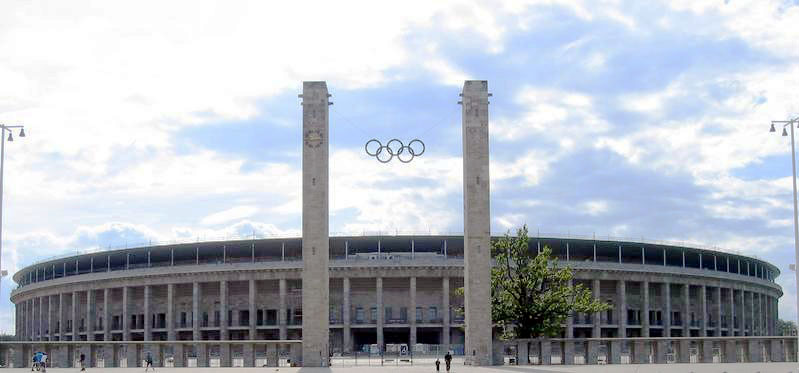
Olympiastadion Berlin.

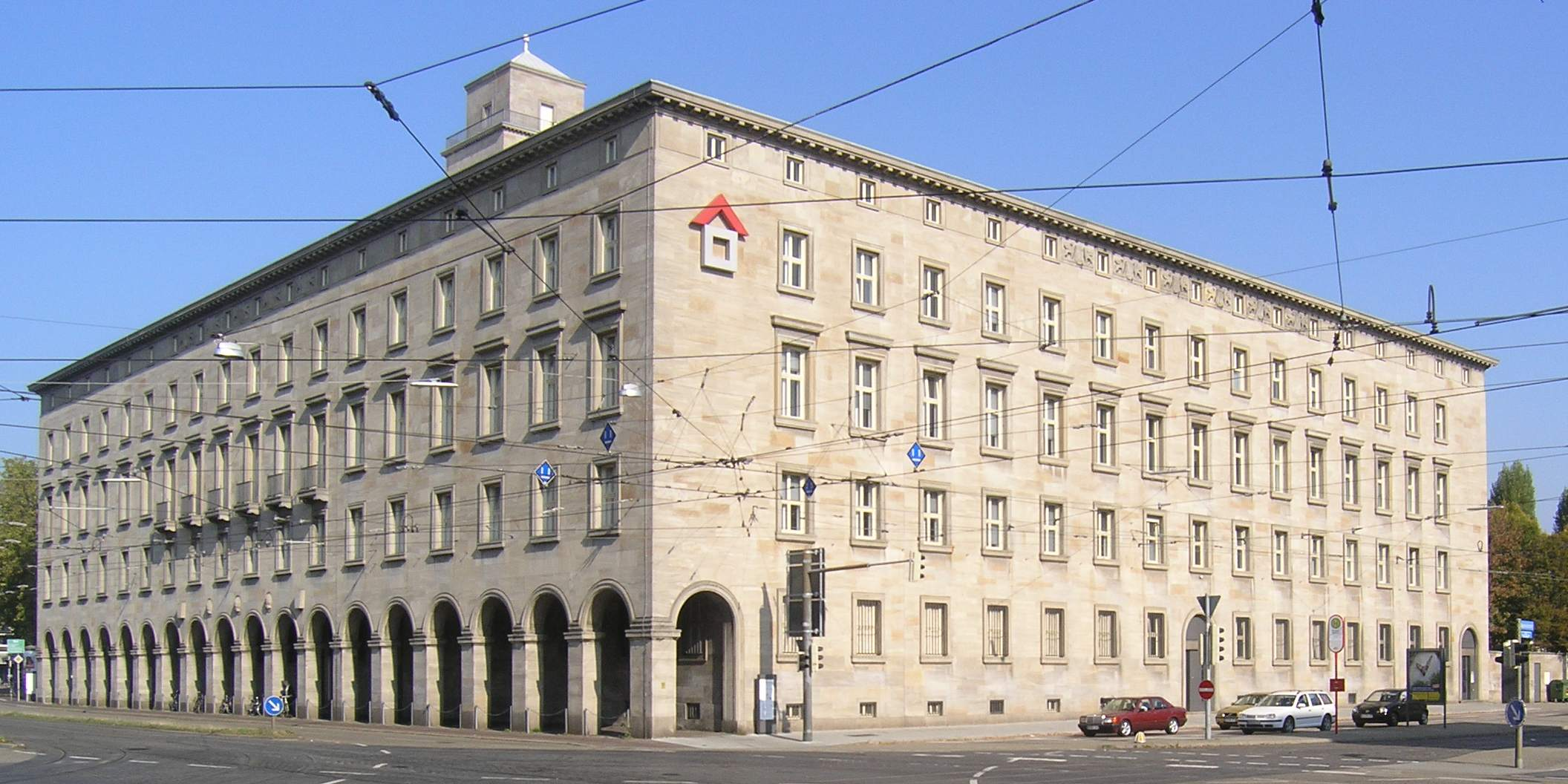
Bâtiment administratif de la Reichspostdirektion, Karlsruhe.

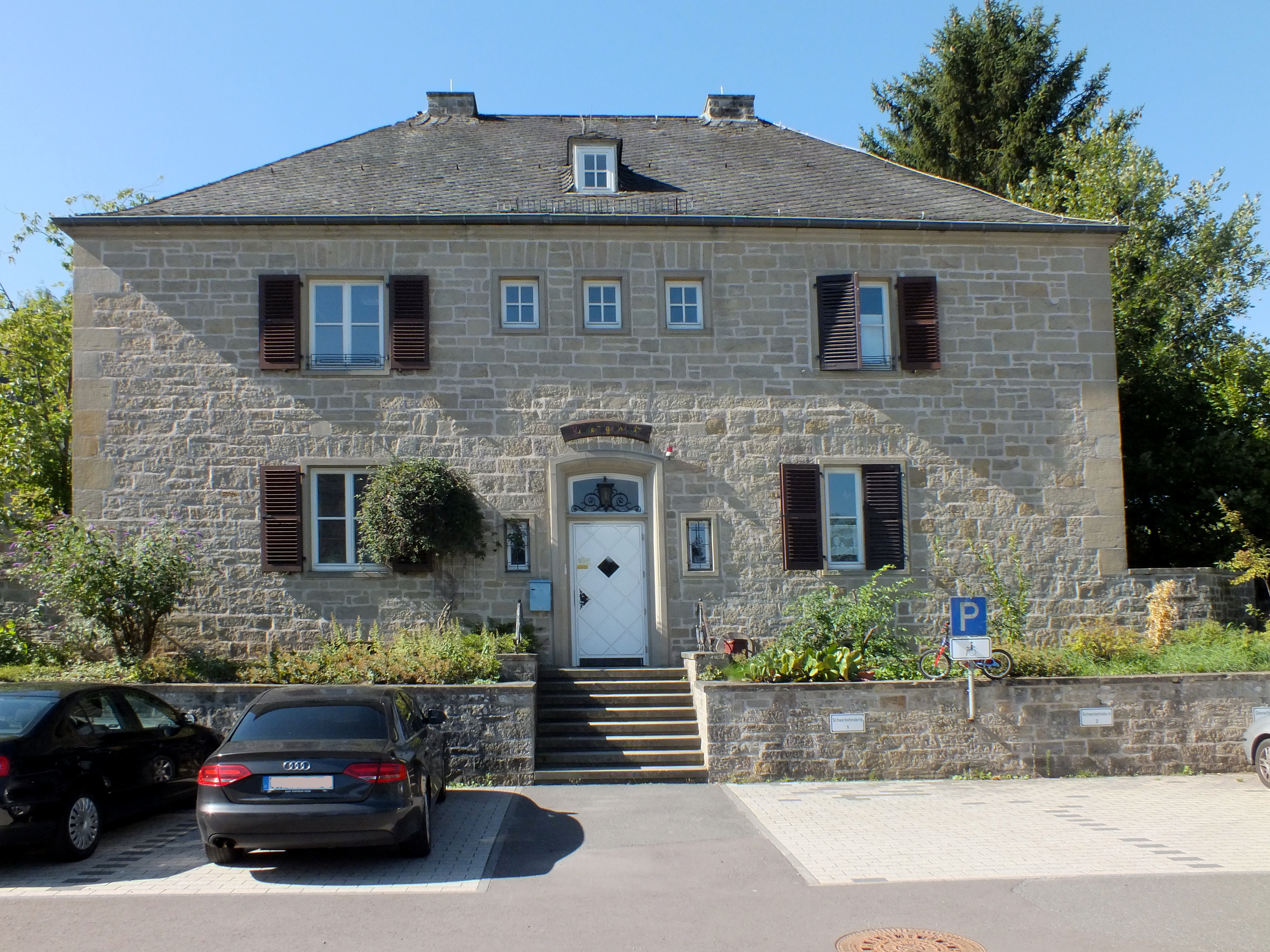
Ancienne villa du directeur de l'institut de formation des enseignants de Trèves.

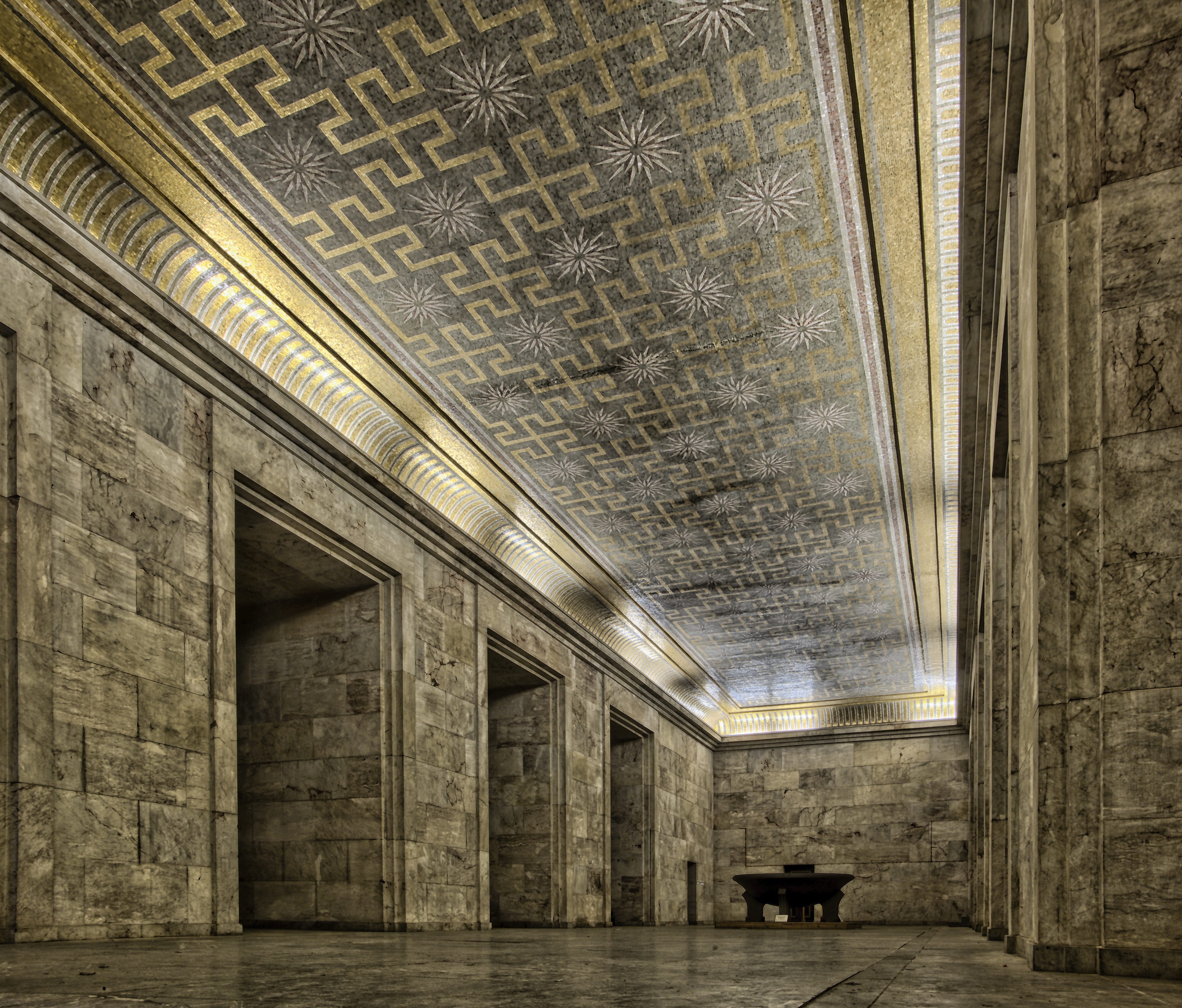
Salle d'or (Goldener Saal) de la Tribune du Zeppelinfeld à Nuremberg.

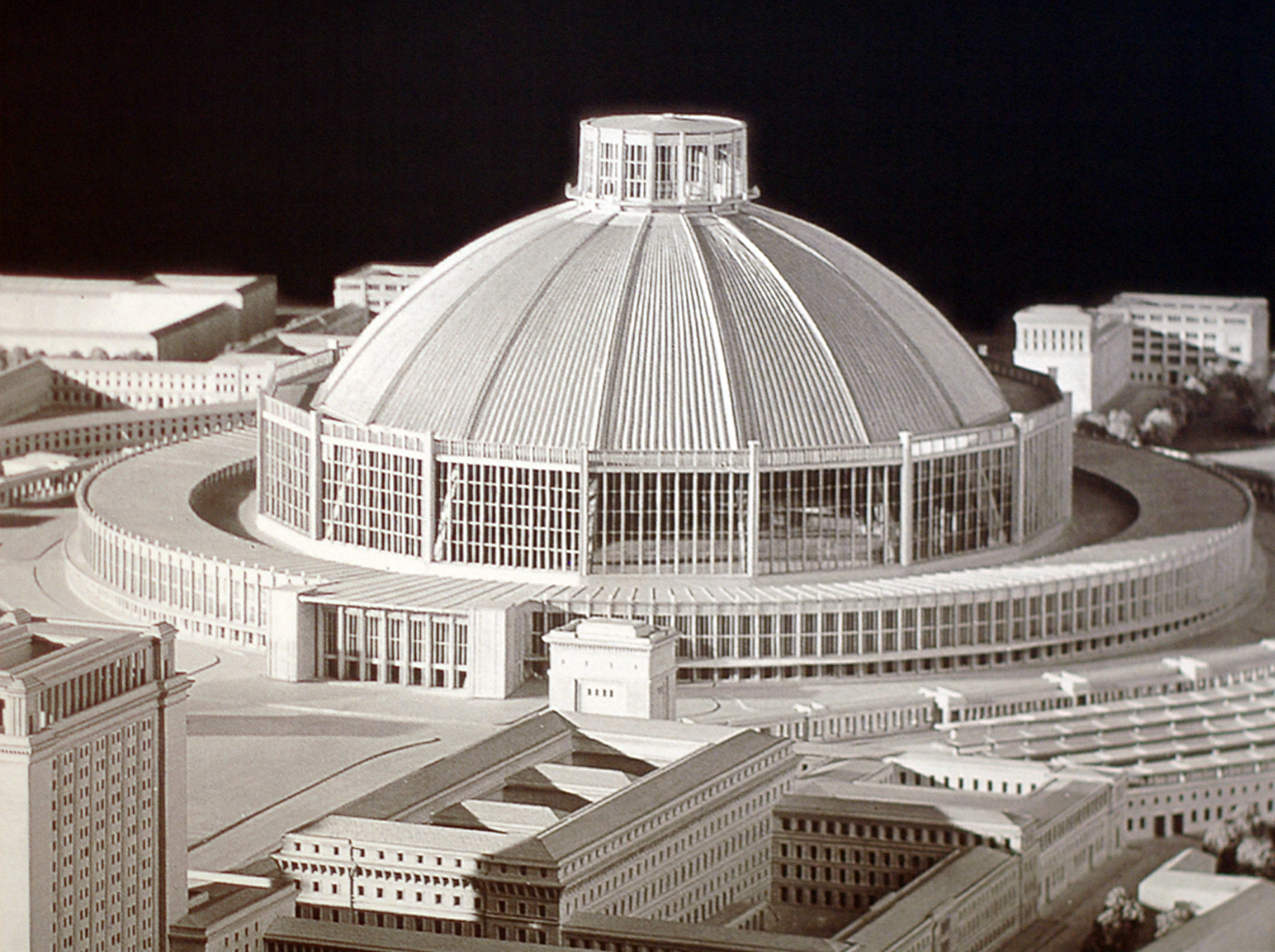
Maquette du projet de gare de Munich.

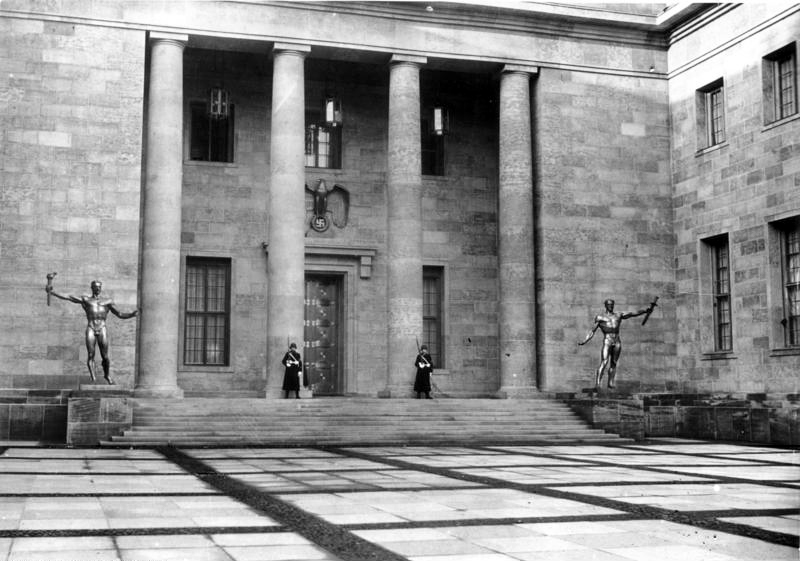
La nouvelle chancellerie du Reich d'Albert Speer, construite en 1939.

L’architecture nazie désigne l'architecture officielle allemande sous le régime national-socialiste. Ce concept tente de mettre en valeur un certain nombre de caractéristiques communes dans les commandes architecturales de l'État et du parti national-socialiste entre 1933 et 1945 et dans la réalisation des projets qui ont découlé de ces commandes.
De façon générale, l'architecture revêt une importance particulière pour les dirigeants politiques, en particulier pour les dirigeants des États totalitaires. En effet, ces derniers y voient un moyen d'influencer d'autres aspects de la vie des citoyens de leur État que ceux qu'ils contrôlent déjà par le biais des institutions totalitaires. La plupart de ces régimes politiques, en particulier les nouveaux, souhaitent marquer de leur empreinte tant de façon physique qu'émotionnelle les territoires des États dont ils ont pris le contrôle. Ainsi, à leurs yeux, la construction de bâtiments et de monuments constitue une des façons les plus efficaces d'y parvenir.
Les nationaux-socialistes croient que l'architecture jouerait un rôle majeur dans la création de leur ordre nouveau. Leurs projets visent à des biens culturels et une renaissance spirituelle en Allemagne dans le cadre du Troisième Reich.

## L'architecture selon Adolf Hitler

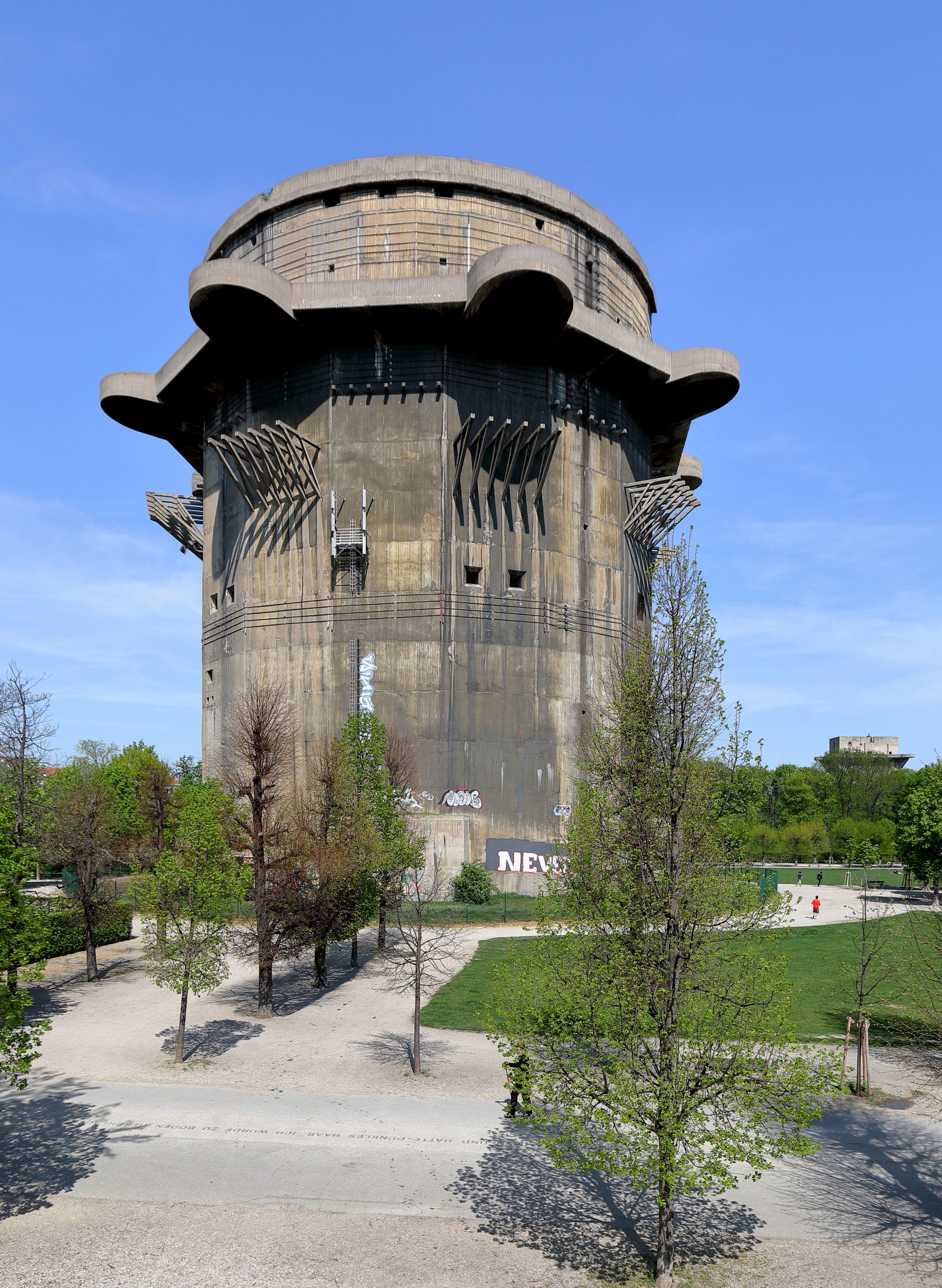
Tour de Flak, à Vienne.

Comme pour tous les aspects de la dictature nationale-socialiste, la politique architecturale du régime était déterminée par les choix et préférences personnels d'Adolf Hitler. En effet, ayant souhaité intégrer une école d'architecture avant la Première Guerre mondiale, ce dernier confie à Speer le soin de dessiner les plans des édifices destinés à magnifier le Reich renouvelé de 1933, cet essor architectural public devant se placer dans la filiation de la magnificence de l'architecture publique grecque et romaine.
- L'idée que Paris était la plus belle ville du monde était partagée par Hitler et il souhaitait la surpasser[2].

De plus, pour Hitler, la grandeur d'une nation se manifeste aussi par la taille et l'importance des édifices publics, les cathédrales gothiques succédant aux temples et aux édifices publics romains. Ces édifices publics sont ainsi mis en concurrence avec les édifices privés, qui ont colonisé l'espace public, ce qui témoigne, selon Hitler, de la décadence de la civilisation qui les a produits. Cette importance, ce gigantisme, cette mégalomanie traduit, selon l'historien Johann Chapoutot, non seulement la volonté de manifester les aspirations du nazisme à l'hégémonie mondiale, mais aussi la volonté de surpasser les édifices romains, ces derniers représentant, aux yeux de Hitler, l'étalon de la grandeur.
C'est ainsi que l'architecture appelée par Hitler de ses vœux est destinée à magnifier le peuple allemand comme tout organique, à l'image de l'architecture augustéenne, dont il se sent proche.

## Sources d'inspiration architecturale d'Adolf Hitler
La grande avenue qu'il souhaitait bâtir à Berlin devait rappeler les Champs-Élysées ; cette évocation était confirmée par le fait que Hitler demanda à Albert Speer que l'avenue fût plus large que l'avenue parisienne. De même l'Arc de Triomphe prévu pour Berlin rappelle celui de l'Étoile. Grand admirateur de Paris, il apprécia particulièrement l'Opéra Garnier de Paris qu'il visita en 1940. Hitler qualifiait d'ailleurs Haussmann de plus grand urbaniste de tous les temps et il espérait qu'Albert Speer le dépasserait.
- Hitler était aussi sensible à l'architecture viennoise. Ainsi, dans sa version définitive, la configuration de la grande avenue ressemble davantage au Ring de Vienne[5] qu'aux Champs-Élysées.
- Sensible à la puissance architecturale des églises, Hitler trouvait également son inspiration dans des monuments religieux comme Saint Pierre de Rome, tout en les surpassant[7]. Par ailleurs, Albert Speer rapporte qu'Hitler souhaitait que les conceptions du Moyen Âge qui devaient guider la définition des dimensions de la Halle du Peuple ; il proposait à son architecte de reprendre le rapport entre la dimension de la cathédrale d'Ulm et la population de cette ville au Moyen Âge pour déterminer le nombre de personnes que devait accueillir le Grand Dôme[8].
- Hitler était plutôt admiratif des œuvres de plusieurs architectes allemands. Il admirait les nombreux théâtres baroques bâtis par Ferdinand Fellner. Il appréciait également les architectes classiques du XIXe siècle comme Gottfried Semper, qui construisit l'opéra de Dresde ou Theophil Hansen qui conçut de nombreux bâtiments à Athènes en 1840.
- Albert Speer affirme dans son ouvrage Au cœur du Troisième Reich que Hitler admirait beaucoup[9] le Palais de justice de Bruxelles de Joseph Poelaert. Albert Speer dut aller à Bruxelles et faire un compte-rendu détaillé à Hitler de sa visite du palais de justice[9]. Le palais de Justice de Bruxelles n'en fut pas moins miné et incendié par les Allemands en 1944.
- Que ce soit en architecture, en peinture ou en sculpture, Hitler resta toujours attaché au monde de sa jeunesse : le monde de 1880 à 1910 qui marqua son goût artistique, sa pensée politique et ses convictions idéologiques[9].
- Adolf Hitler était un admirateur de la Rome impériale même si les tribus germaniques ont été traditionnellement considérées par les Romains comme des ennemis de la Pax Romana. Néanmoins, il considérait les Romains comme l’un des grands empires aryens. Il copia leur architecture en un style bien distinct, empruntant des éléments à l'art déco et au néoclassicisme. Ce style est parfois appelé style « sévère ».
- Hitler néanmoins pensait que la technique moderne devait être mise en œuvre, par exemple non seulement dans le processus de réalisation d'une gare, mais qu'elle pouvait et devait dicter la forme de celle-ci. Dans la conception architecturale dominant à l'époque nationale-socialiste, le style d'une construction est indissociable de sa fonction[10]. Selon Speer, Adolf Hitler pouvait s'enthousiasmer pour une construction de type moderne en verre et acier, à condition qu'il ne s'agisse pas d'un édifice public[11].
- Hitler voulait que se développe sous le national-socialisme une architecture moderne ; le régime devait se doter de ses propres bâtiments ; il trouvait absurde et indigne que les gouvernements républicains s'installent dans d'anciennes résidences princières, royales ou impériales ; ainsi, à Berlin, la présidence de la République avait été installée dans l'ancienne résidence du maréchal de cour[12],[Note 1].

Hitler qui aurait aimé être architecte, s'impliquait lui-même dans les projets architecturaux du régime et il réalisa de nombreuses esquisses,. Il considérait d'ailleurs certains projets, comme celui de la création d'une colonne du Mouvement à Munich ou de l'Arc de triomphe, comme relevant de son domaine réservé et il n'hésitait pas à modifier lui-même les plans des architectes,.
Néanmoins, les goûts et conceptions personnels d'Adolf Hitler furent contrebalancés par l'influence de certains architectes comme Paul Troost et Albert Speer dans les toutes premières années du régime. De fait, Hitler respectait le travail des architectes à qui il confiait des projets, il les laissait libres et ne les forçait pas à adopter ses vues, ce qui fait que l'architecture sous le régime national-socialiste ne doit pas à être assimilée à l'architecture d'Adolf Hitler.

## Caractéristiques de l'architecture à l'époque nationale-socialiste

### Styles prédominants sous le régime national-socialiste
Le mouvement national-socialiste ne s’est pas à proprement parler projeté à travers le concept d’un « style architectural national-socialiste ». De nombreux membres du NSDAP avaient des goûts et des vues différentes.
On peut toutefois caractériser l'architecture de l'époque nationale-socialiste par l'existence de deux styles architecturaux :
- soit une architecture néo-classique, essentiellement dorique ; cette inspiration dorique était déjà présente dans le style prussien de Behrens, Gilly et Schinkel[16],[Note 5] ; les projets pour Germania ou ceux pour le Reichsparteitagsgelände de Nuremberg témoignent de ce style ;
- soit une imitation du Völkisch et du nationalisme romantique dans l'architecture ; les illustrations en sont plus rares, en partie car ce style s'adapte plus facilement aux commandes privées qu'aux commandes publiques ; l'exemple le plus notable de cette deuxième tendance en est le complexe du château de Wewelsburg redessiné d'une manière mythologique comme un lieu de culte pour la SS. Les styles roman et gothique y furent utilisés pour l’esquisse de la tour nord.

Ces deux tendances ont pu entrer en opposition. Ainsi, à la fin des années 1930, les architectes traditionalistes et fervents du régionalisme, qui par exemple prônaient les toits en croupe élevés et étaient très influents des années 1920 et au début des années 1930 ont été marginalisés par une génération d'architectes rationalistes et technocrates : ceci est particulièrement vrai à Berlin où Speer lutta contre les tendances très influentes avant 1933.
Par ailleurs, le régime imposait d'autant moins un style unique que dans la conception architecturale dominant à l'époque nationale-socialiste, le style d'une construction est indissociable de sa fonction.

### Non spécificité du style néo-classique
Il faut néanmoins remarquer que le recours au style néo-classique au sens large n'était pas caractéristique du national-socialisme : dans l'entre-deux-guerres, il fut utilisé dans de nombreuses démocraties.
Dans la plupart des pays, les façades en pierre, les éléments classiques et la monumentalité semblaient constitutifs de toute architecture d'État.
En particulier, il eut beaucoup de succès aux États-Unis. Dans son livre The Architecture of America publié en 1961 en collaboration avec Bush-Brown, à l'occasion du centenaire de l'Institut Américain d'architecture, John Burchardt affirme qu'il n'y avait à l'époque que « peu de différence entre le goût fasciste, le goût communiste et le goût démocratique », citant le bâtiment de la Réserve fédérale des États-Unis construit par l'architecte Cret en 1937, la rotonde romaine du mémorial Jefferson et la National Gallery conçues par l'architecte Pope respectivement en 1937 et 1939, et en 1939 le bâtiment de la Cour suprême des États-Unis.
En France, avec le palais de Chaillot, ou en Grande-Bretagne, avec l'Université de Londres, le style néo-classique fut également grandement apprécié dans les années 1930. En France, le néo-classique le plus épuré était associé depuis le XVIIIe siècle à l'architecture des Lumières et de la Révolution française. Le classicisme était perçu comme un moyen de parvenir à la simplicité, à la clarté, à la beauté. Il n'était pas perçu comme anti-moderne et paraissait comme une forme de modernisme intemporel. Le caractère puriste du style classique de Paul Troost et d'Albert Speer conférait à leur réalisation un caractère simultanément intemporel et moderne.
L'architecture allemande sous le national-socialisme différait de l'architecture italienne sous le fascisme, plus dynamique et expressive, inspirée autant par le fonctionnalisme que par le classicisme, contredisant toute notion d'intemporalité et rappelant fortement le modernisme des années 1920.
L'influence d'Hitler se traduisit sur l'architecture d'Albert Speer par un déploiement de plus de richesses dans les formes, tendant vers plus d'exubérance et s'éloignant de la pureté néo-classique. Paul Troost jusqu'à sa mort et Albert Speer dans les premiers temps de son activité contrecarrèrent les tendances naturelles d'Adolf Hitler, attaché à une architecture plastiquement plus élaborée et riche, proche de celle qu'il avait connue dans ses années de jeunesse.

### Lien avec le passé germanique

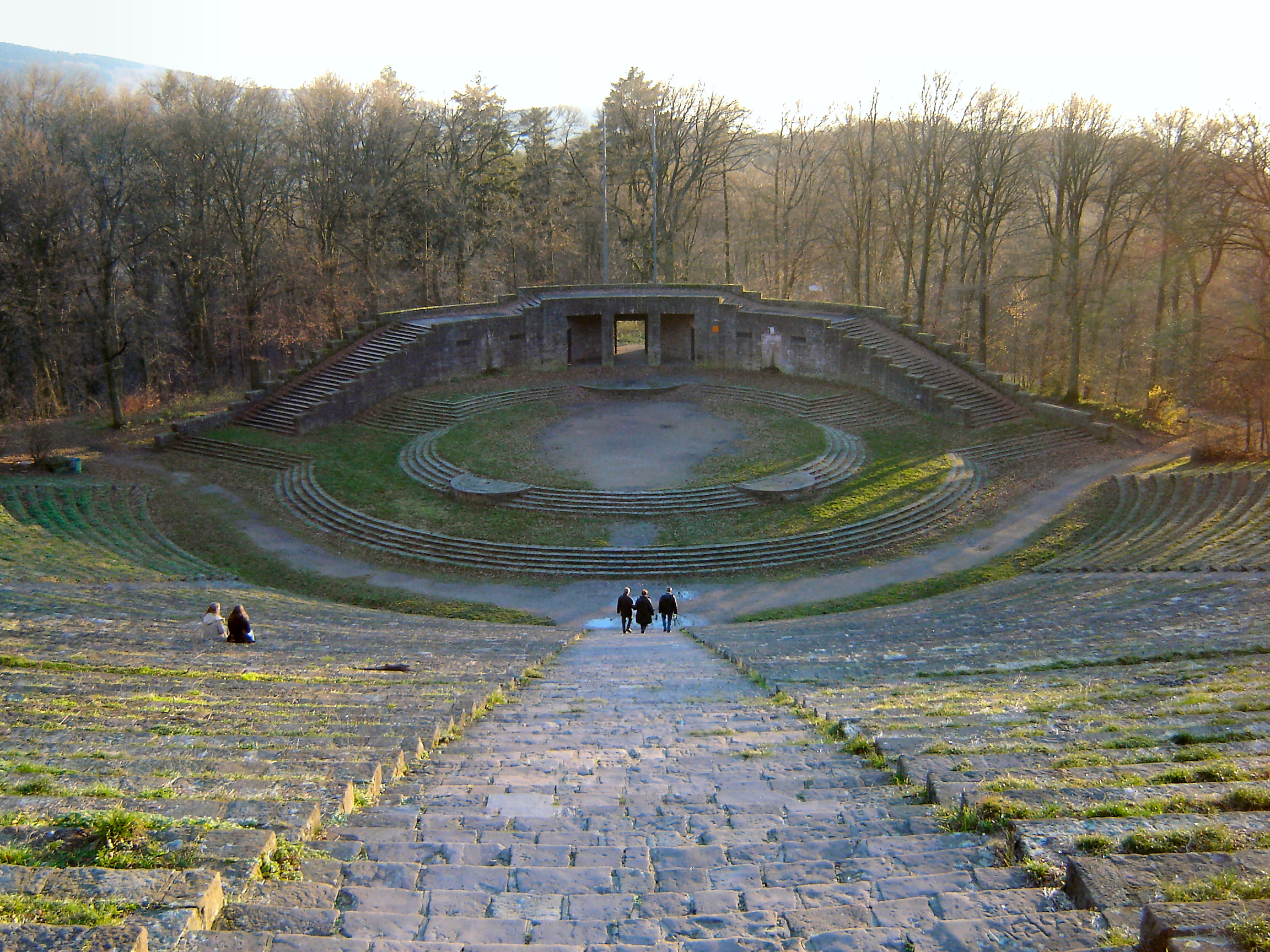
Thingplatz de Heidelberg.

L'architecture sous le régime national-socialiste a un rôle didactique, car elle vise à faire connaître au peuple la continuité de l'époque nationale-socialiste avec le passé germanique et l'unité de la communauté du peuple allemand.
La plupart des bâtiments nationaux-socialistes étaient des stades destinés aux activités communautaires, ces créations d'espace permettaient d'incarner les valeurs sur lesquelles l'idéologie nationale-socialiste était basée. Depuis l'utilisation des bannières par Albert Speer lors des célébrations du 1er mai au Lustgarten jusqu'à la cooptation de la tradition des Things, les nationaux-socialistes voulaient se rattacher au passé germanique.
- Le lien pouvait être direct. Ainsi, les Thingplatz étaient des théâtres en plein air construits à proximité ou directement sur un lieu d'importance historique, utilisé lors de cérémonies célébrant le passé germanique dans le but de lier le peuple allemand à son histoire originelle, celle des Aryens. L'usage des Thing était associé à la partie Blut und Boden de l'idéologie nationale-socialiste qui légitimait le droit du sang allemand à occuper la terre allemande. Les Thingplatz comportaient souvent des objets naturels comme des pierres et étaient construits en s'adaptant au terrain. Ceux-ci étaient inspirés des anciens théâtres grecs que les nationaux-socialistes considéraient comme une civilisation aryenne. Cette exaltation d'un lien physique entre le passé et le national-socialisme a aidé à légitimer la vue historique des nationaux-socialistes et le régime hitlérien lui-même. Le projet démesuré de reconstruction de Berlin par l'architecte préféré d'Hitler, Speer, véhiculait cette idéologie tout en la mêlant, de façon paradoxale, à une exaltation de la famille, avec les projets de foyers allemands.
- Le lien pouvait être indirect. Ainsi, les célébrations du 1er mai 1936 à Berlin eurent lieu au Lustgarten qui avait été transformé en stade. Cette transformation n'était pas l'habillage classique d'une infrastructure pour une manifestation, mais la création d'une zone nouvelle, pure et carrée, libérée de l'histoire récente de Berlin. Cela permit la création d'une nouvelle place de cérémonie en compétition directe avec l'Altes Museum et le château de Berlin, symboles de l'histoire monarchique. Le symbole était clair. Tout orateur se tiendrait en face de l'Altes Museum, qui abrite la collection de l'art classique, et ne pourrait l'apercevoir qu'à travers les bannières nationales-socialistes. Il existait un lien entre l'ordre nouveau et le passé classique, mais le nouvel ordre serait dominant.

Cependant, le style néo-classique qui prévalait pour les grandes commandes de l'État et du parti n'avait rien de typiquement allemand ou de germanique, puisqu'il s'inspirait de l'art grec et romain, né dans un contexte méditerranéen et qu'il avait un succès international. Le lien avec le passé germanique ne résidait pas dans le style architectural, mais dans la nature et les objectifs des bâtiments.

### Gigantisme

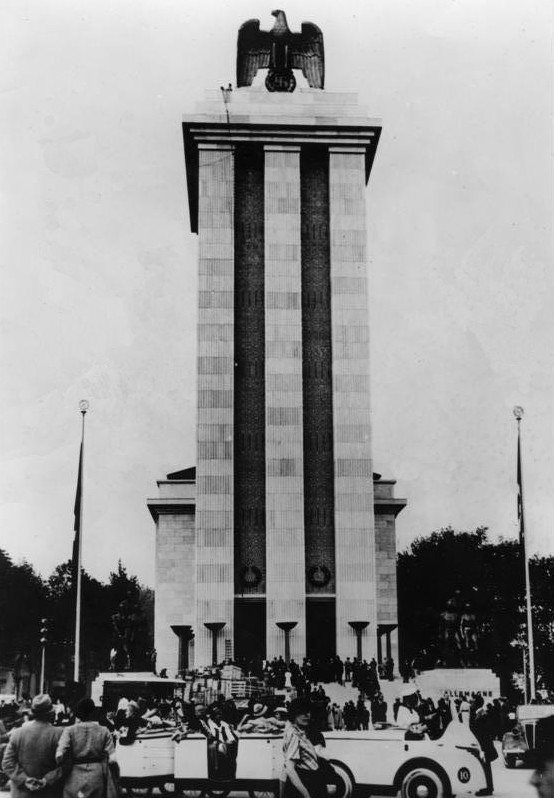
Le pavillon allemand à l'Exposition universelle de 1937.

Nombre des constructions lancées par le régime national-socialiste sont marquées par le gigantisme.
À l'époque de la construction des grandes tours aux États-Unis à côté desquelles les individus sont peu de chose, le gigantisme n'est pas en lui-même une spécificité de l'architecture favorisée par le pouvoir national-socialiste. Albert Speer écrit dans son ouvrage Au cœur du Troisième Reich qu'il n'y avait pas plus d'exagération dans les dimensions de ses projets d'avenues et de gare que dans celles des immeubles commerciaux ou des gratte-ciel modernes.
En revanche, les motivations de ce recours au gigantisme sont spécifiques et relèvent d'une volonté politique affichée. Le but est de donner au peuple allemand la conscience de sa valeur propre. Devant Albert Speer, Hitler dit ainsi à des ouvriers du bâtiment : « Pourquoi bâtir toujours le plus grand possible ? Je le fais pour redonner à chaque Allemand particulier une confiance en soi. Pour dire à chaque individu en particulier : nous ne sommes pas inférieurs, nous sommes au contraire absolument égaux aux autres peuples ». Il s'agissait de parler à la conscience de l'Allemagne dans les siècles à venir en illustrant le génie d'une époque.

### Théorie des ruines
Mais pour parler aux générations du futur, il fallait envisager l'évolution des bâtiments construits sous le régime national-socialiste. À cette fin, Albert Speer développa la théorie de la valeur des ruines, à la suite d'une visite sur le site, tout juste dynamité, du futur chantier du Zeppelinfeld, à Nuremberg. Il s'agissait, en utilisant certains matériaux ou en respectant certaines règles de physique statique, de construire des édifices, qui après des centaines ou des milliers d'années, ressembleraient aux ruines laissées par Rome.
Pour l'illustrer, Albert Speer fit réaliser une planche dans le style romantique présentant la tribune de l'esplanade Zeppelin après des siècles d'abandon : recouverte de lierre, la masse principale du mur effondrée par endroits, des pilastres renversés, elle restait reconnaissable dans ses contours généraux. Hitler donna l'ordre qu'à l'avenir, les édifices les plus importants du Reich soient construits selon cette « loi des ruines », souhaitant léguer aux générations suivantes un patrimoine architectural germanique. Selon Hitler, les civilisations retenues par l'Histoire sont celles qui ont laissé derrière elle des édifices imposants.
Cette théorie est reprise par Hitler, qui est sensible aux traces laissées par les civilisations du passé. En effet, dédaignant l'engouement germanique de la SS, Hitler compare les traces laissées par les Germains et les traces laissées par les Grecs : il met ainsi en parallèle les « cruches » exhumées par les archéologues dans les forêts de Germanie et le Parthénon.

### Fonctions théâtrale, symbolique et didactique
L'architecture sous le régime national-socialiste avait pour objectif la construction de beaux bâtiments, mais ce rôle esthétique était associé à d'autres fonctions : théâtrale, symbolique et didactique. Par exemple, la Haus der Kunst, maison de l'art allemand, avait pour mission d'abriter l'art, mais de par sa forme et son style avait pour but de symboliser l'unité de la communauté des artistes allemands, et de mettre en valeur en le théâtralisant le génie artistique allemand auprès des masses. L'architecture sous le régime national-socialiste visait à promouvoir la propagande de l'État et du parti.
Les projets architecturaux du IIIe Reich ne sont ainsi pas pensés pour l'usage qu'il est possible d'en faire dans le présent. Les réalisations sont surtout envisagées comme symboles d'un glorieux passé, comme Hitler le mentionne à de nombreuses reprises devant ses visiteurs.

## Exemples de projets architecturaux

### La reconstruction de Linz
Hitler projette de faire de Linz une métropole et à cette fin il envisage la construction de nouveaux édifices :
- une série d'immeubles d'apparat sur les deux rives du Danube, un pont suspendu devant relier les deux rives de celle-ci,
- une maison du NSDAP, énorme bâtiment avec une salle de réunion gigantesque et un campanile comprenant une crypte dans laquelle il voulait avoir sa sépulture,
- un nouvel hôtel de ville,
- un grand hôtel de luxe,
- une série d'édifices culturels : un grand théâtre, une bibliothèque, un musée des armes, une galerie de tableaux (le Führermuseum consacré à l'art germanique), un bâtiment d'exposition et de deux monuments, l'un à la gloire de l'Anschluss, l'autre d'Anton Bruckner.

Non loin de là, sur les hauteurs, devait s'élever la résidence où Hitler souhaitait se retirer dans sa vieillesse. Hitler rêvait de reproduire à Linz le panorama qu'à Budapest les siècles avaient modelé sur les deux rives du Danube (Vienne était mal orientée selon lui, car tournant le dos au Danube).

### LeReichsparteitagsgeländede Nuremberg
Le Reichsparteitagsgelände est un gigantesque complexe architectural, situé au sud-est de la ville de Nuremberg, qui a accueilli, de 1933 à 1938, les congrès annuels du parti national-socialiste des travailleurs allemands.
Cet ensemble est la première grande réalisation de l'architecte d'Adolf Hitler : Albert Speer. Sa conception reste l'un des symboles de l'architecture nazie, l'un des principaux instruments au service de la propagande nationale-socialiste, cadre du film de Leni Riefenstahl, le Triomphe de la volonté.
Afin d'organiser les rassemblements nationaux-socialistes, qu'Adolf Hitler voyait comme éléments intégrants de l'idéologie du parti, il convenait de créer des structures capables de recevoir un nombre très important de soldats et de partisans du régime. Le choix de la ville de Nuremberg s'impose rapidement, en raison de son riche passé médiéval et de l'attachement du compositeur préféré du Führer, Richard Wagner. Le site, équipé d’hôtels et de restaurants, était utilisé depuis le XIXe siècle comme zone de loisirs pour la population de la ville.
Les rassemblements, ou « Congrès du parti du Reich » (Reichsparteitage), qui durent une semaine, rappellent implicitement les anciennes diètes impériales (Reichstage). Chaque jour, une organisation du parti national-socialiste est mise à l'honneur, comme les SA, les SS ou les Jeunesses hitlériennes. Entre 500 000 et 1 million de personnes sont à chaque fois attendues. Censés souder la nation allemande, les congrès en montrent aussi la puissance.
La surface des installations mesure en tout 11 km2, soit une surface quatre fois plus grande que la ville de Nuremberg. Elle se compose d'anciennes constructions réaménagées et de nouveaux édifices.
Le Deutsches Stadion est un projet de stade allemand gigantesque qui devait être situé au Reichsparteitagsgelände et en constituait un des éléments phares. Imaginé par l'architecte nazi Albert Speer pour accueillir entre autres l'annuel Congrès de Nuremberg. La construction commença en 1937 et fut interrompue par la Seconde Guerre mondiale. Il était prévu pour accueillir 400 000 personnes. Speer s'est inspiré du Stade panathénaïque d'Athènes qu'il avait visité en 1935 et non du Circus Maximus de Rome.
De même, le Märzfeld (« Champ de Mars ») devait servir de terrain de représentation pour les rassemblements de la Wehrmacht. Son aménagement, commencé en 1938, ne fut jamais achevé. Ses dimensions sont de 955 x 610 m, soit environ 58 ha (donc plus grand que 80 terrains de football). Entouré de 24 tours (onze ont été achevées), il devrait donner l'impression d'une forteresse monumentale. Ses tribunes devaient accueillir environ 250 000 spectateurs.
Lors de la pose de la première pierre, Hitler, dans son discours, imagine ce que sera le complexe en ruine, dans lequel se sera développé un bois sacré, inspirant encore au travers des siècles, terreur, respect et aspiration au combat.
Après la guerre, les installations ont été démolies. Aujourd'hui, le site accueille des logements.

### Le Grand Dôme deGermania

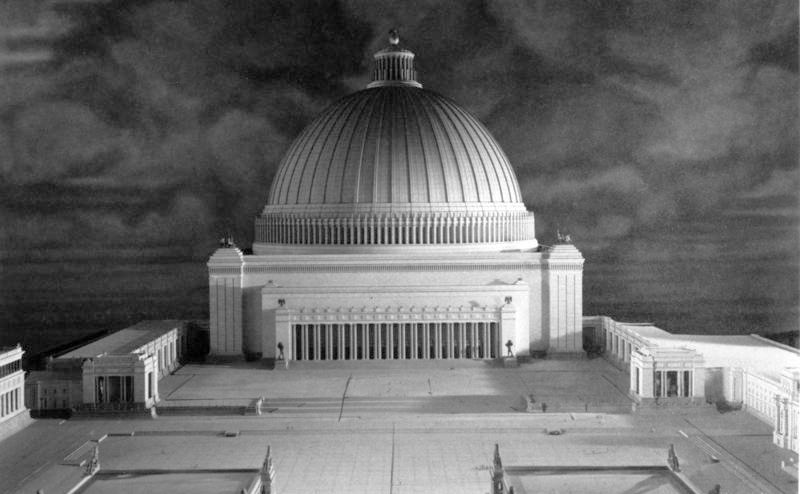
La grande Halle du Peuple de Berlin.

Dans une capitale trop peu romaine à son goût, Berlin, Hitler lance le projet de donner au Grand Reich Germanique victorieux une capitale mondiale, Germania, digne de sa nouvelle puissance, sur le modèle de la Rome antique.
Le Grand Dôme (Große Halle) ou Volkshalle (Grande Halle du Peuple) est un projet architectural monumental qui aurait dû voir le jour à Berlin sous le régime national-socialiste, dans le cadre de la réorganisation de la ville du projet Germania.
Conçu sur le modèle du Panthéon, cet énorme bâtiment voûté est conçu pour être seize fois plus grand que le dôme de la basilique Saint-Pierre de Rome. Sa coupole devait reposer sur un socle carré de 315 mètres de côté et sa hauteur totale de 290 mètres.
Hitler voulait se présenter à la foule dans cet édifice quasi-sacré symbolisant la communauté du peuple allemand. Mais la cristallisation du sentiment populaire, par le biais d'un édifice central propice au rassemblement n'était pas une idée nouvelle du national-socialisme : elle a été fréquemment invoquée dans les débats de l'architecture utopiste après la Première Guerre mondiale : les exemples les plus connus des années 1920 sont le Stadtkrone de Bruno Taut et la Zukunftskathedrale des Sozialismes dont Walter Gropius dans son premier manifeste du Bauhaus.
L'intérieur du bâtiment était conçu comme « espace cultuel » et de congrès et devait pouvoir accueillir entre 150 000 et 180 000 visiteurs pour des manifestations à caractère acclamatoire. Le but principal était d'impressionner les nations afin de manifester la puissance de l'État nazi.
Le grand dôme fut conçu par l'agence personnelle d'Albert Speer. Ce dernier devait s'inspirer d'un bâtiment à coupole dessiné par Hitler en 1925. Ce dessin a inspiré Speer, mais les proportions d'origine n'ont pu être respectées. Albert Speer conçut de multiples versions du projet. La maquette définitive date de 1939 et propose un bâtiment beaucoup plus richement décoré : au lieu d'être lisse et de dresser une silhouette sobre, les murs sont entièrement sculptés ; les angles en saillie comportent quatre pilastres en avancée ; les colonnes sont prolongées au-dessus par de vastes réceptacles en bronze.
Le Grand Dôme, bâtiment majeur de Germania, devait être construit à l’extrémité Nord de l’axe Nord-Sud, dans le quartier du Spreebogen (méandre de la Sprée). Pour cela, il aurait fallu détourner légèrement le cours du fleuve. Dès 1925, Hitler avait dessiné une première esquisse du projet. La fin de la construction du dôme, comme celle de la plupart des autres bâtiments de Germania, était prévue pour l’année 1950. La démolition de l’Alsenviertel (de), dans le méandre de la Spree, ainsi que le détournement de la rivière commencèrent dès les années 1939 et 1941.

### La base navale deTrondheim
Durant la Seconde Guerre mondiale, Adolf Hitler demanda à Albert Speer de réaliser des plans pour des projets de construction, en dehors même du territoire du Reich, témoignant ainsi de sa volonté de puissance et d'hégémonie. Ainsi, en Norvège, en raison de la situation stratégique favorable de la ville de Trondheim, Hitler décida de son annexion et demanda à son architecte d'établir les plans de la plus grande base navale allemande qui comprendrait, outre des chantiers navals et des docks, 250 000 Allemands.
Le 1er juin 1941, le vice-amiral Fuchs, du haut commandement de la marine de guerre donna à Albert Speer les données nécessaires pour calculer la superficie d'un grand chantier naval d'État et le 21 juin de la même année, l'architecte et le grand amiral Raeder présentèrent un rapport complet sur le projet ; le Führer décida alors de l'emplacement de la ville, emplacement qu'il précisa le 13 mai 1942, lors d'une conférence sur l'armement, au cours de laquelle il décida que les rochers de granit seraient creusés à la dynamite afin d'installer une grande base de sous-marins.

## Architectes
- Hermann Bartels
- Peter Behrens
- German Bestelmeyer
- Paul Bonatz
- Woldemar Brinkmann
- Walter Brugmann
- Richard Ermisch
- Gottfried Feder
- Roderich Fick
- Theodor Fischer
- Leonhard Gall
- Hermann Giesler
- Wilhelm Grebe
- Fritz Höger
- Eugen Hönig
- Clemens Klotz
- Wilhelm Kreis
- Werner March
- Konrad Nonn
- Alfred Rosenberg
- Ludwig Ruff
- Franz Ruff
- Ernst Sagebiel
- Paul Schmitthenner
- Julius Schulte-Frohlinde
- Paul Schultze-Naumburg
- Alexander von Senger
- Albert Speer
- Fritz Todt
- Paul Troost
- Rudolf Wolters